# ایستگاه راه‌آهن خاوران
ایستگاه راه‌آهن خاوران یک ایستگاه راه‌آهن در شهرک خاوران در شهر تبریز، ایران است که مساحت ساختمان اصلی، ۳۶۶۵ متر مربع است.
این ایستگاه که در مسیر خط راه‌آهن میانه-تبریز قرار دارد در ۱۹ خرداد ۱۴۰۲ افتتاح شده‌است. قرار است بزودی توسعه خط ۲ متروی تبریز به این ایستگاه برسد.
ایستگاه خاوران با سبک معماری مدرن و نگاهی به هنر شهر تبریز به عنوان نماد ابرطرح راه‌آهن میانه-تبریز، بیانگر عظمت، شکوه، صنعت راه و ساختمان، سرعت، نگاه به آینده درخشان و درعین حال ظرافت و لطافت هنر آذری است. بنایی استوار که برای ناظران، مراجعان به محوطه و مسافران زیبا، کارآمد و راه‌گشاست.